# Résidence Packard
 (juin 2021).
 (juin 2019).
Si vous disposez d'ouvrages ou d'articles de référence ou si vous connaissez des sites web de qualité traitant du thème abordé ici, merci de compléter l'article en donnant les références utiles à sa vérifiabilité et en les liant à la section « Notes et références ».
La résidence Packard est un bâtiment qui se situe au 11 avenue Maurice à Ixelles, en Belgique. 

## Architecture
La façade de la résidence compte six niveaux. Les cinq premiers niveaux sont dans un même alignement, garnis de quelques parties en saillie, alors que le dernier étage est légèrement en retrait. Ces éléments de relief offrent une volumétrie de façade particulière. En partie basse du bâtiment, à l’extrême droite, une entrée de garage découpe dans la façade un renfoncement se situant à quatre-vingt centimètres sous le niveau de la rue. 
À gauche de la porte de garage en bois naturel peint en blanc, se trouve un ensemble de châssis vitrés comprenant la porte d’entrée.  Ils sont en méranti naturel traité, avec parcloses extérieures en aluminium anodisé gris-métallisé. Des fenêtres rectangulaires encadrent la porte et une fenêtre en arc de cercle surplombe celle-ci. Une colonne recouverte de briques sépare l’entrée garage de l’entrée piétonne. Sur la partie haute de la colonne, deux vitres feutrées opaques, marquées par les numéros de rue de la résidence sont éclairées lorsqu’il fait sombre pour indiquer l’entrée.
La façade est couverte de briques de même origine que celles de la colonne. Elles sont de marque anglaise et de teinte gris-rose, couleur sobre respectant les teintes de la rue. Elles sont de dimensions et formats particuliers. En façade, on compte une multitude de types de briques différentes. Des briques arrondies forment l’arête des balcons, loggias, oriels, bow-window…  Ces mêmes briques à côtés obliques sont également utilisées pour entourer les gouttières. Les briques à coin cassé servent de casse-goutte. Les briques en haut et en bas de chaque arête passent d’un angle à un arrondi. 
En dessous de chaque balcon, ainsi qu’au plafond de l’entrée de garage, on observe un relief en briques dentelées. Les briques ont été maçonnées en fond de coffrage la pointe vers le bas, ce qui a pour effet acoustique d’empêcher la réverbération des bruits de la rue dans les appartements. 
En partant du côté droit de la façade, on retrouve, en démarrant du premier niveau au niveau quatre, dans un même alignement vertical, quatre fenêtres. À gauche de celles-ci s’étend un oriel sur trois niveaux, il est surplombé d’un balcon arrondi en saillie. Un bac à fleurs moulé et garni d’Eternit, extrait de la façade, a pour effet d’optique en élévation, un balcon. Il relie le balcon arrondi, par la gauche, à un autre balcon rectangulaire en saillie au quatrième étage. Dans le même alignement, un deuxième oriel vient se dessiner à nouveau sur les trois niveaux. Cet oriel offre au premier étage un décroché dessinant un balcon couvert. Ceci se répète à l’étage supérieur dans lequel est abritée une fenêtre à deux vantaux en angle droit. Dans l’oriel gauche s’encastrent deux loggias au troisième étage, celle de droite jouit d’un balcon en saillie. Le premier étage est souligné par un balcon s’étalant sur toute la largeur de la façade. Les deux oriels viennent interrompre ce balcon de part et d’autre de la fenêtre en arc en plein cintre. 
L’observation de la partie gauche de la résidence coté rue se caractérise par d’autres décrochés formant des loggias et balcons. Le dernier niveau, qui est le cinquième étage de la résidence, est légèrement en retrait. Celui-ci crée un espace non accessible, mais utilisable comme grand bac à fleurs. Les fenêtres en bandeau de ce dernier niveau restent dans le même alignement horizontal, avec deux renfoncements de fenêtres à deux vantaux en angle droit sur la partie droite. 
La toiture est à versant. Sa partie en pente est recouverte de tuiles en terre cuite compressée alors que sa partie horizontale est couverte d’une multicouche isolante, lestée pour l’étanchéité.
Des couvre-murs recouvrent les garde-corps des quatre balcons en saillie. Ces tablettes ont été ajoutées peu après la construction de la résidence.
Chaque terrasse est revêtue de dalles en quartz blanc et les balcons en saillie sont garnis de garde-corps en aluminium émaillé. 
Une multitude de types de fenêtres se comptent en élévation. Ces fenêtres sans trame particulière et agencées entre elles sans règle prédéfinie selon les architectes (Marc Van Der Stricht, André Van Ryn, Michèle Kuborn) - offrent une impression de complexité. On peut discerner des fenêtres rectangulaires, verticales ou horizontales, en bandeau et en coin. Les châssis viennent découper ces fenêtres et offrent des parties ouvrantes et des parties tombantes pour la ventilation. 
Inspirés par un des projets de Michel de Klerk à Amsterdam, les membres du bureau S.R.Z. décident d’incorporer trois fenêtres en tablettes extérieures en verre translucide. 
Les châssis des fenêtres ainsi que ceux de la porte d’entrée et des portes vitrées, sont en meranti naturel traité, à fleur de façade sans battée avec parcloses en aluminium anodisé extérieures. Les doubles vitrages sont tenus dans ces profils en aluminium qui sont appliqués sur le bois.